# Neobrotica duplicata
Neobrotica duplicata is een keversoort uit de familie bladkevers (Chrysomelidae). De wetenschappelijke naam van de soort werd in 1889 gepubliceerd door Wilcox.